# Woke
Woke (в превод: „(съ)буден“) е прилагателно, получено от афроамериканския народен английски (AAVE), което означава „предупреждение за расови предразсъдъци и дискриминация“. Започвайки през 2010 г., то обхваща по-широко осъзнаване на социалните неравенства като сексизма. Woke също е използван като стенограма за някои идеи на американската левица, включващи политика на идентичност и социална справедливост, като привилегии на белите и обезщетения за робство за афроамериканци.
Woke е предимно северноамерикански жаргон за осъзнаване и активно внимание към важни обществени факти и проблеми (особено въпроси на расова и социална справедливост). Често се използва в контекст, който предполага, че нечии изразени вярвания по такива въпроси не са подкрепени с истинска загриженост или действие и отразява нагласите на будни (преносно) хора.

## Произход на термина
В някои разновидности на афроамериканския английски wake се използва на мястото на waken, обичайната форма на минало причастие на wake. Това води до използването на wake като прилагателно, еквивалентно на awake (в превод: „буден“), което става масово в Съединените щати.

## История на движението
Фразата „остани буден“ (на английски: stay woke) има история в AAVE още през 30-те години на 20. век. В някои контексти се отнася до осъзнаване на социални и политически проблеми, засягащи афроамериканците. Фразата е изречена в записи от средата на 20. век от Лед Бели и от Ерика Баду през 21. век.
Терминът wake придобива допълнителна популярност през 2010 г. С течение на времето той става все по-свързан с въпроси извън расата, като пол и други маргинализирани идентичности. По време на протестите във Фъргюсън през 2014 г. фразата е популяризирана от активисти на „Животът на чернокожите има значение“ (на английски: Black Lives Matter (BLM)), които се стремят да повишат осведомеността за полицейските стрелби срещу афроамериканци. След като терминът е използван в Black Twitter, „woke“ започва да придобива все повече популярност сред белите хора, които го използват, за да изразят подкрепата си за BLM. Някои коментатори критикуват тази употреба като културно присвояване. Терминът става популярен сред и членовете на поколение Y и на поколение Z. Тъй като употребата му се разпространява в международен план, woke бива добавен към Оксфордския английски речник през 2017 г.
До 2020 г. мнозина от политическата десница и някои от центъра в няколко западни страни започват да използват термина, за да обидят различни прогресивни или леви движения и идеологии, възприемани като прекалено ревностни, перформативни или неискрени. На свой ред някои коментатори започват да го смятат за обиден термин, който омаловажава хора, които насърчават прогресивни идеи, включващи идентичност и раса. Оттогава производни термини като „пробуждане“ (woke-washing) и „събуден капитализъм“ (woke capitalism) са създадени, за да опишат поведението на лица или образувания, които сигнализират подкрепа за прогресивни каузи, вместо да работят за истинска промяна.